# Project Eagle
Project Eagle (pol. Projekt Orzeł) – przedsięwzięcie wywiadowcze polskiej sekcji amerykańskiego Biura Służb Strategicznych (OSS) oraz polskiego rządu na uchodźstwie, z udziałem 32 polskich spadochroniarzy, z Samodzielnej Kompanii Grenadierów, zainicjowane w lipcu wiosną 1944 przez szefa polskiego wywiadu płk Stanisława Gano oraz szefa polskiej sekcji OSS ppłk. Josepha Dashera, formalnie zaakceptowane 19 sierpnia 1944 przez gen. bryg. Thomasa J. Bettsa z wojskowego wywiadu dowództwa USA. Zaktualizowany plan „Project Eagle” zatwierdzono 17 stycznia 1945.  Informacje nt. projektu opublikował w Polsce dr John S. Micgiel, w oparciu o zbiór dokumentów OSS London: Special Operations Branch and Secret Intelligence Branch War Diaries, odtajniony w 1984 i przekazany przez Williama Caseya, dyrektora CIA do  Narodowego Archiwum w Waszyngtonie (USA).
Dość podobne działania z udziałem polskich spadochroniarzy zostały podjęte przez rząd R.P. we współpracy z brytyjską SOE, w ramach Akcji Kontynentalnej.

## Rekrutacja
Pod koniec 1944 w amerykańskim Biurze Studiów Strategicznych działało ok. 13 tys. osób. We wrześniu 1944 OSS w Londynie dysponował ok. 80 osobami ze znajomością języka niemieckiego, które mogłyby być użyte do działań wywiadowczych na terenie Niemiec. Amerykańska ocena skuteczności działań polskiego wywiadu była wysoka, Hayes A. Kroner, szef Wojskowej Służby Wywiadowczej (wywiadu amerykańskich wojsk lądowych) oceniał to jednoznacznie:
Polska armia ma najlepszy wywiad na świecie. Jego wartość jest dla nas nieporównywalna. Niestety, niewiele możemy zaoferować w zamian.
Amerykanie zdecydowali się na przeszkolenie i wysłanie jako swoich agentów 40 Polaków z bardzo dobrą znajomością języka niemieckiego; zwerbowano 40 dwudziestokilkuletnich ochotników, żołnierzy Samodzielnej Kompanii Grenadierów   Wszyscy byli żołnierzami przymusowo wcielonymi do Wermachtu, w większości poddali się lub zostali wzięci do niewoli przez wojska alianckie. Do działań w Projekcie opracowano im fałszywe tożsamości.

## Szkolenie
Za wyszkolenie, ubranie oraz zapewnienie dokumentów odpowiedzialna była strona polska, wyposażenie mieli zapewnić Amerykanie. Na potrzeby szkolenia komandosów Brytyjczycy użyczyli Amerykanom ośrodki szkoleniowe SOE: (STS 21) Arisaig House, Arisaig (STS 25) Garramour, Inverness-shire (Szkocja). Szkolenie spadochronowe przeprowadzono w brytyjskim ośrodku (STS 51) Ringway pod Machesterem.
Komendantem szkoły agentów został były dowódca Samodzielnej Kompanii Grenadierów mjr Stefan Szymanowski, instruktorami 17 oficerów oraz 60 grenadierów z grupy bojowej S. Szkolenie agentów zaplanowano na ok. 2-3 miesiące.
Program szkolenia agentów obejmował m.in. intensywną zaprawę fizyczną, naukę cichego zabijania, sprawnego posługiwania się karabinem maszynowym, znajomości róznej broni, czytania map, orientacji w terenie, walki w polu, taktyki, szyfrów, podsłuchów, oraz umiejętności posługiwania się materiałami wybuchowymi, a także łączności. Szkolenie obejmowało łącznie 624 godziny nauki.
Komendantem szkoły łącznościowców został kpt. Franciszek Sobecki, szkolenie radiotelegrafistów zaplanowano na pięć miesięcy. Program ich szkolenia obejmował m.in. elektrotechnikę, kod Morse’a, prowadzenie łączności i obsługę radiostacji, łączność ziemia – lotnik, a także szyfrowanie oraz deszyfraż depesz, podstawy samoobrony, zasady bezpieczeństwa pracy na radiostacji.

## Zadania
Po przeszkoleniu wybrano 32 kandydatów na agentów: 17 ze Śląska, 12 z Pomorza oraz 1 z Poznańskiego. Nazywano Ich polskimi Joes (Joe w amerykańskim żargonie wojskowym oznacza agenta zrzuconego na teren wroga). Przeszkoleni agenci mieli działać w 16 dwuosobowych grupach, z wywiadowcą i radiotelegrafistą w każdej. Każdej grupie nadano kryptonim, będący nazwą jednego z popularnych w USA koktaili alkoholowych np. „Martini”, „Manhattan”.
Wszystkie grupy agentów miały za zadanie obserwację oraz wysyłanie drogą radiową raportów o ruchach niemieckich wojsk, rozmieszczeniu niemieckich jednostek oraz ich punktów zaopatrzenia, morale Niemców itp.

## Finansowanie
Przed rozpoczęciem projektu jego budżet oszacowano na 10 tys. funtów szterlingów, z tego koszty szkolenia radiotelegrafistów zaplanowano na 4387 GBP, a koszty szkolenia agentów – wywiadowców na 3537 GBP. Koszty szkolenia wyniosły 8299 GBP.
Każdy z agentów przed skokiem podpisał indywidualny kontrakt z OSS, który przewidywał m.in. wypłatę comiesięcznego żołdu w kwocie 257 USD. Każdy skoczek został objęty jednorazową polisą ubezpieczeniową na kwotę 2,5 tys. USD.

## Spadochroniarze Project Eagle
Od marca do kwietnia 1945 zrzucono na teren Niemiec spadochroniarzy w następujących misjach:
- 11/12-03-1945 misja Singapore Sling – szer. Jan Dumka vel Prądzyński, szer. Ernest Mucioł vel Grimmel
- 18-03-1945 misja Sidecar – szer. Józef Gawor, kpr. Gerhard Nowicki
- 18/19-03-1945 misja Martini – sierż. Leon Adrian, st. szer. Józef Bartoszek
- 21-03-1945 misja Daiquiri – st. szer. Józef Matuszowicz, st. szer. Wilhelm Zagórski
- 23-03-1945 misja Alexander – st. szer. Jan Czogala vel Czogowski, st. szer. Jan Masłowski vel Józef Pająk
- 23-03-1945 misja Highball – kpr. Wiktor Szuli vel Czarnecki, kpr. Antoni Markotny
- 23/24-03-1945 misja Eggnog – kpr. Edmund Czapliński, st. szer. Zbigniew Gołąb
- 25-03-1945 misja Old Fashioned – szer Aleksander Banaszkiewicz vel Bogdanowicz, szer Zygfryd Kowalski vel Julian Sobiechowski
- 30-03-1945 misja Pink Lady – szer. Wacław Kujawski vel Chojnicki, st. szer. Zygmunt Tydda vel Orłowicz
- 31-03-1945 misja Zombie – szer. Władysław Wolny vel Piotrowski, st., szer Władysław Gatnar vel Turzecki
- 1/2-04-1945 misja Cuba Libra – szer. Józef Parlich vel Jankowski, szer Józef Kowalski vel Jasiak
- 7-04-1945 misja Manhattan – szer. Rene de Gaston, st. szer. Edmund Barski
- 9-04-1945 misjaOrange Blossom – st. szer. Władysław Kocur vel Leszko – Sokołowski, szer. Józef Herzyk vel Talarek
- 9-04-1945 misja Planter’s Punch – st. szer. Jan Prochowski vel Leon Górski, st. szer. Bolesław Wiśniewski vel Bronisław Gajewski
- 10-04-1945 misjaTom Collins – st. szer. Fryderyk Jarosz vel Franciszek Synowiec, kpr. Józef Piecha vel Celer
- 11/12-04-1945 misja Hot Punch – kpr. Zbigniew Paprzycki vel Strzeliński, st. szer. Tadeusz Hahn vel Rawski